# Adolf Poskotin
Adolf Fiodorowicz Poskotin, ros. Адольф Фёдорович Поскотин (ur. 11 lipca 1937 w Iwanowie; zm. 31 stycznia 2015 w Soczi) – rosyjski piłkarz, grający na pozycji obrońcy lub pomocnika, trener piłkarski.

## Kariera piłkarska
W 1957 rozpoczął karierę piłkarską w klubie Krasnoje Znamia Iwanowo, który potem zmienił nazwę na Tiekstilszczik. W 1959 przeszedł do Awanharda Symferopol. W 1963 przeniósł się do Awanharda z Charkowa, który w 1967 przyjął obecną nazwę Metalist Charków. W składzie charkowskiego klubu rozegrał 180 meczów i zdobył 5 goli w mistrzostwach ZSRR oraz brał udział 3 mecze w Pucharze ZSRR. W 1968 zakończył karierę piłkarza.

## Kariera trenerska
Po zakończeniu kariery piłkarza rozpoczął pracę szkoleniowca. Najpierw ukończył Wyższą Szkołę Trenerów, a potem zdobywał doświadczenie w sztabie Dynama Kijów, który wtedy trenował Walery Łobanowski i Ołeh Bazyłewycz. Pierwszą drużyną którą prowadził był zespół studencki Instytutu Lotniczego w Charkowie. W 1973 został zaproszony do sztabu szkoleniowego Metalista Charków. Po dymisji Olega Oszenkowa w 1976 prowadził charkowski klub. Pracował z różnymi młodzieżowymi i juniorskimi drużynami w Charkowie. W połowie 1980 został mianowany na stanowisko starszego trenera Krywbasa Krzywy Róg. W 1984 trenował Majak Charków, a w 1985 Okean Kercz. W 1986 ponownie stał na czele Krywbasa Krzywy Róg. W 1990 pomagał trenować Kubań Krasnodar, a w 1991 Awtomobilist Sumy. Po rozpadzie ZSRR przeniósł się na stałe do Kraju Krasnodarskiego. W 1993 prowadził Kołos Krasnodar. Potem szkolił dzieci w Szkole Sportowej Żemczużyna Soczi, następnie w Krasnodarze założył Szkoły Centr-R oraz Krasnodar-2000, gdzie trenował juniorów. Od 1997 ponownie pracował w krasnodarskim Kubaniu, a 13 maja 1998 został mianowany na stanowisko głównego trenera klubu, którym kierował do grudnia 1998. Potem prowadził gruziński klub Guria Lanczchuti, który występował w Wyższej Lidze Gruzji. W 2003 najpierw pomagał trenować Nart Czerkiesk, a od 11 do 23 kwietnia 2003 pełnił obowiązki głównego trenera.
31 stycznia 2015 zmarł w Soczi w wieku 78 lat.

## Sukcesy i odznaczenia

### Odznaczenia
- tytuł Mistrza Sportu ZSRR